# 名栗湖

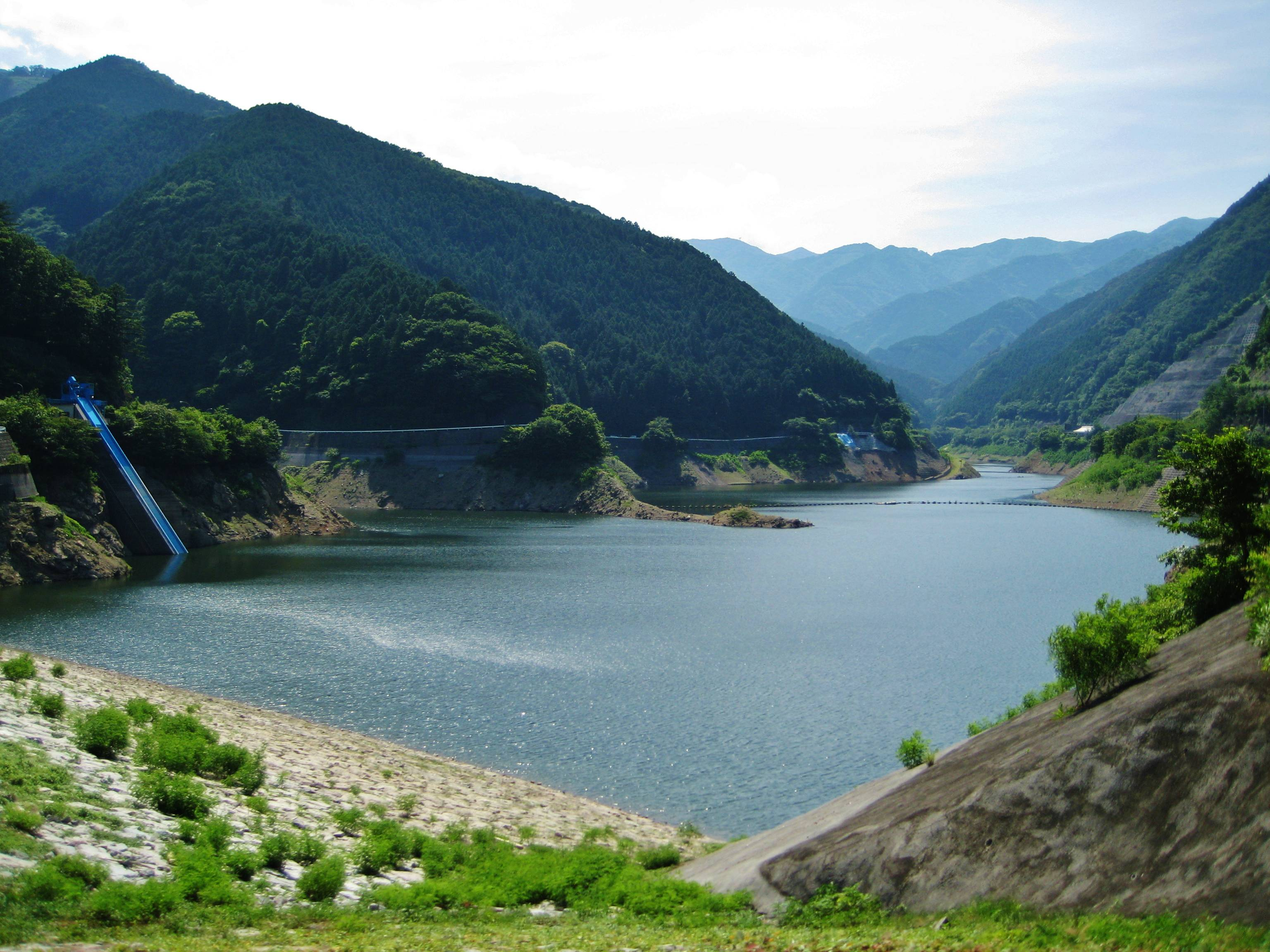
名栗湖

名栗湖（なぐりこ）は、埼玉県飯能市にある人造湖。

## 概要
有間川に設置された有間ダムによって誕生したダム湖。有間ダムは1986年（昭和61年）に完成した多目的ダムで、埼玉県営の第1号ダムとなっている。周辺には日帰り入浴施設「さわらびの湯」、名栗温泉、名栗カヌー工房、有間渓谷観光釣場がある。

## アクセス
- 西武池袋線飯能駅からバス（国際興業バス名栗車庫・名郷・湯の沢行）乗車、さわらびの湯下車から徒歩